# Rio Negrinho (vattendrag i Brasilien, Mato Grosso do Sul)
Rio Negrinho är ett vattendrag i Brasilien.   Det ligger i delstaten Mato Grosso do Sul, i den södra delen av landet, 800 km sydväst om huvudstaden Brasília.
Omgivningarna runt Rio Negrinho är huvudsakligen savann. Runt Rio Negrinho är det mycket glesbefolkat, med 2 invånare per kvadratkilometer.